# Kymmenegårds och Nyslotts län
Kymmenegårds och Nyslotts län var ett svenskt län 1721-1747. Det skapades 1721 av återstoden av Viborgs och Nyslotts län och Kexholms län, efter att östra delar av dessa län genom freden i Nystad avträddes till Ryssland. Södra delen av Kymmenegårds och Nyslotts län avträddes till Ryssland 1743 genom freden i Åbo och återstoden av länet bytte namn till Savolax och Kymmenegårds län.
|  |  |  |

## Landshövdingar
- 1721-1737 Johan Henrik Frisenheim
- 1738-1741 Joachim von Dittmer
- 1741-1746 Carl Johan Stiernstedt